# Halestorm
Halestorm — американський рок-гурт, що був заснований в Ред Лайоні, штат Пенсільванія, США, сестрою Ліззі та братом Ерджеєм в 1997 році. У 2009 році гурт випустив свій дебютний студійний альбом «Halestorm», а в 2012 вийшов їх другий альбом — «The Strange Case Of...».

## Історія

### Ранні роки-2009
Сестрі і брату, Елізабет і Ерджейю Хейлам, було 13 і 10 років, коли вони утворили свій гурт. Ліззі вигадувала різну музику, співала і грала на клавішних, Ерджей грав на барабанах, а їх батько Роджер на бас-гітарі. Коли Ліззі та Ерджейю було по 5 років, вони одночасно почали займатися грою на фортепіано. В 16 років Ліззі почала вчити гру на гітарі.
Підлітки випустили свій перший міні-альбом під назвою «Don't Mess With the Time Man» в 2000 році. Через рік, в 2001, вони випустили ще один міні-альбом — «Breaking the Silence», за свої власні кошти. У 2003 відбувся реліз міні-альбому «Halestorm (Demo)», також за власні гроші. В цьому ж 2003 році до гурту приєднався Джо Хоттінгер, що став електрогітаристом. Наступного року, 2004, до Halestorm приєднався бас-гітарист Джош Сміт, що замінив батька Хейлів, Роджера.
28 червня 2005 року гурт підписав контракт з лейблом Atlantic Records, а вже 25 квітня 2006 року випустив під ним наступний міні-альбом — «One and Done EP». В цьому альбомі вже знаходився хіт гурту — пісня «It's Not You», що в їх дебютному студійному альбомі стала синглом.

### 2009—2011

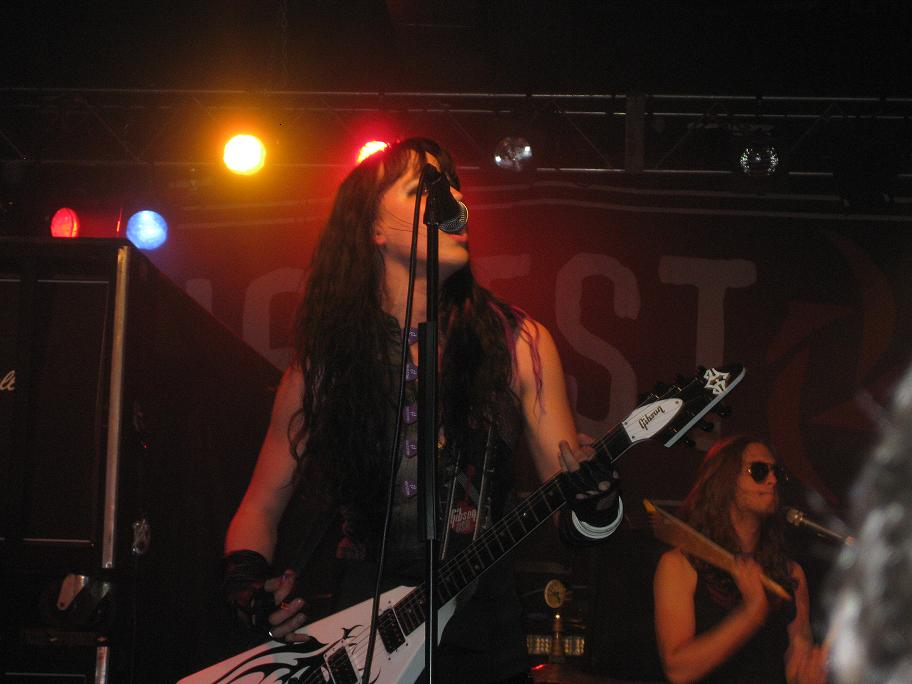
Ліззі Хейл під час концерту, 2009

Реліз першого однойменного студійного альбому відбувся 28 квітня 2009 року. Першим синглом альбому стала пісня «I Get Off», що прорвалася на рок-радіостанції країни. Другим синглом стала пісня «It's Not You», що вийшла в листопаді 2009 року. В цьому ж місяці відбувся реліз двох кліпів по синглам «I Get Off» та «It's Not You». Кліпи по піснях «Love/Hate Heartbreak» та «Familiar Taste of Poison», що стала третім синглом альбому, вийшли в 2010 році.
Гурт Halestorm відомий своєю любов'ю до турів. Вони проводять не менше 250 шоу на рік
. З 2006 року вони співали на підігріві у дуже багатьох відомих гуртів: Chevelle, Seether, Staind, Papa Roach, Trapt, Three Days Grace, Theory of a Deadman, Buckcherry, Disturbed, Shinedown, Avenged Sevenfold, Hellyeah, Heaven & Hell, Evanescence.
16 листопада 2010 року Halestorm випустив свій перший концертний альбом — «Live in Philly 2010». 22 березня 2011 року гурт зарелізив міні-альбом «Reanimate: The Covers», що містив кавер версії різних жанрів: пісня «Slave to the Grind» гурту Skid Row, «Bad Romance» Леді ҐаҐи, «Hunger Strike» гурту Temple of the Dog, «Out ta Get Me» гурту Guns N' Roses, «All I Wanna Do Is Make Love to You» гурту Heart, «I Want You (She's So Heavy)» гурту The Beatles.

### 2012-2014
24 січня 2012 року відбувся реліз міні-альбому «Hello, It's Mz Hyde», що містив прев'ю з піснями з другого студійного альбому гурту.
Реліз «The Strange Case Of...», другого студійного альбому, відбувся 10 квітня 2012 року в США, 9 квітня 2012 року в Британії, 17 квітня 2012 року в Італії. В травні 2012 року Halestorm став першим гуртом, заснованим жінкою, що очолив рок-чарт країни з їх хітом і першим синглом другого альбому — «Love Bites...(So Do I)». Другим синглом альбому стала пісня «Here's to Us», а третім — «I Miss the Misery», що вийшли в першій половині 2012 року. Цього ж року відбулися релізи кліпів по синглам «Love Bites...(So Do I)» та «I Miss the Misery».
У квітні 2013 року Halestorm вперше досягли вершини чарту Billboard Hot Mainstream Rock Tracks з синглом "Freak Like Me". 6 серпня 2013 року відбулася прем'єра відеокліпу на пісню "Here's to Us", яка раніше була виконана учасниками гурту в телевізійному шоу Хор у 2012 році.
15 жовтня Halestorm випустили свій другий альбом каверів під назвою Reanimate 2.0.
Halestorm зробили кавер на пісню гурту Dio "Straight Through the Heart" на альбомі-триб'юті Ronnie James Dio - This Is Your Life, який вийшов 25 березня 2014 року. 
28 березня 2014 року Halestorm виконали нову пісню "The Heartbreaker" у Cannery Ballroom у Нешвіллі, штат Теннессі. У квітні гурт випустив відео на YouTube під назвою "A Day in the Life Of Halestorm 2014 (Backstage, Interview & New Song Mayhem)".

### Into the Wild Life 2015—2017
Гурт випустив свій третій студійний альбом Into the Wild Life у квітні 2015 року, зігравши разом понад 2 000 концертів, а у травні 2015 року випустив фотокнигу To Hale And Back у співпраці з фотографом Робом Фенном, яка задокументувала кар'єру Halestorm до цього часу.
Halestorm стали хедлайнерами свого першого концерту у 2016 році, а 6 січня 2017 року гурт випустив свій третій альбом каверів Reanimate 3.0. 17 травня 2017 року вони випустили офіційний кліп на пісню "Dear Daughter".

### Vicious 2018—2019
У лютому 2018 року гурт оголосив про початок роботи над наступним альбомом. У травні того ж року Halestorm анонсували вихід наступного альбому, "Vicious", на 27 липня 2018 року. Того ж дня гурт випустив перший сингл з альбому, "Uncomfortable". За ним послідували "Black Vultures" 22 червня і "Do not Disturb" 19 липня Альбом вийшов 27 липня.
У гастрольному турі гурту 2019 року взяли участь усі гурти, очолювані жінками (In This Moment і New Year's Day), а "Chemicals" був випущений як сингл на бісайді у травні 2019 року. Пісня є "вшануванням тих, кого ми втратили, і всіх нас, хто бореться з психічними захворюваннями".

### Ізоляція та переосмислення COVID-19 (2020)
Halestorm планували працювати над п'ятим альбомом у 2020 році, але через пандемію COVID-19 робота над ним була призупинена.
Скасування концертів означало, що 2020 рік став найдовшим періодом відсутності концертів відтоді, як Лззі та Ареджай заснували гурт 17 років тому. Вони запустили кампанію #RoadieStrong, щоб зібрати фінансову підтримку для екіпажів живих розваг під час пандемії. Зусилля також підтримали Avenged Sevenfold, Shinedown та інші артисти.
14 серпня 2020 року Halestorm випустили мініальбом під назвою Reimagined. До нього увійшли шість пісень, п'ять з яких - перероблені пісні Halestorm, зокрема "Break In" за участі Емі Лі з Evanescence та кавер на пісню Доллі Партон "I Will Always Love You".

## Склад
- Ліззі Хейл — вокал, ритм-гітара, електрогітара, клавішні.
- Ерджей Хейл — барабани, ударні, бек-вокал.
- Джо Хоттінгер — електрогітара, бек-вокал.
- Джош Сміт — бас-гітара, бек-вокал.

## Дискографія

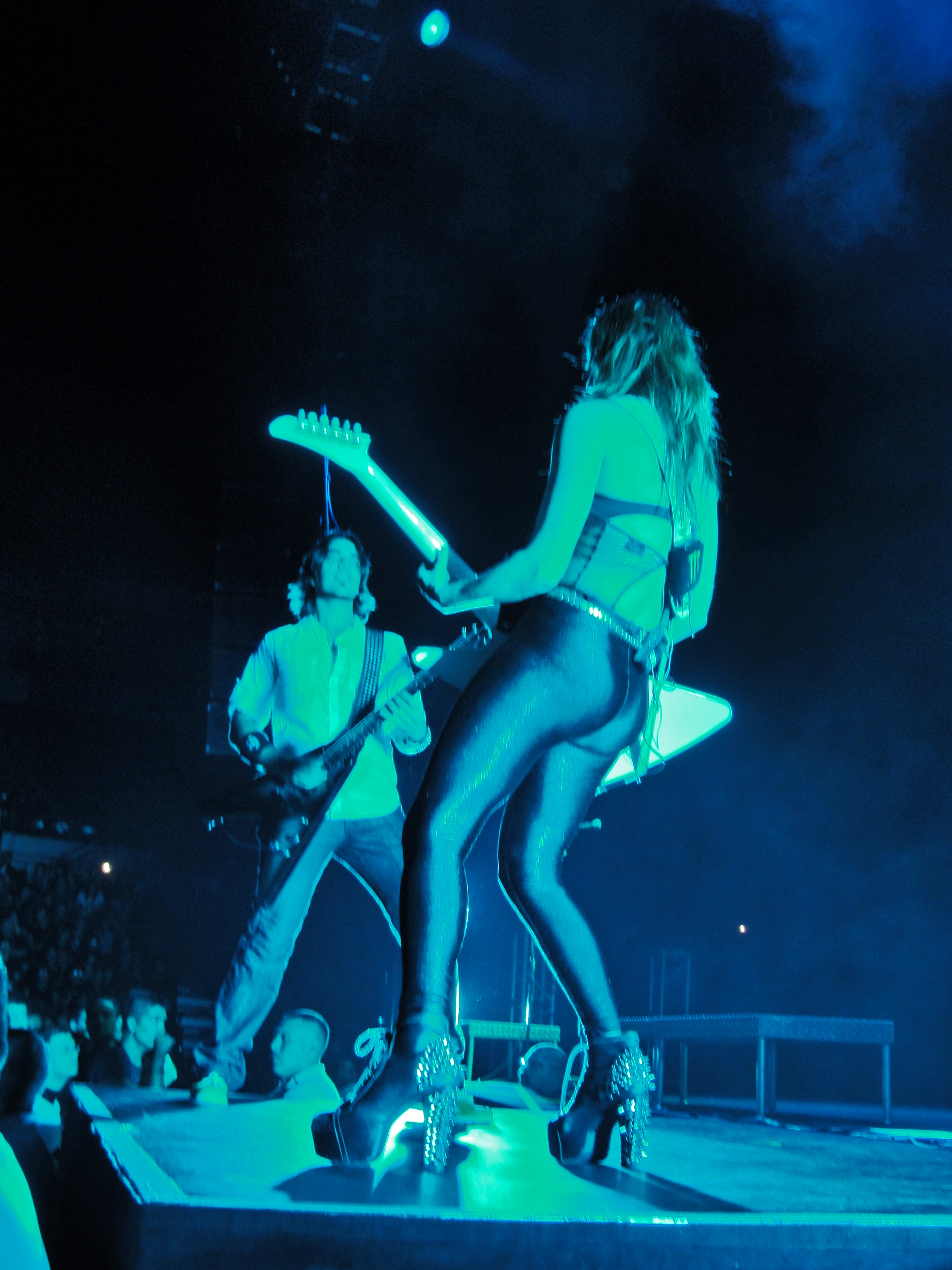
Halestorm під час концерту в Техасі, 14 серпня 2012

### Студійні альбоми
- 2009: Halestorm
- 2012: The Strange Case Of...
- 2015: Into the Wild Life
- 2018: Vicious
- 2022: Back From the Dead

### Концертні альбоми
- 2010: Live in Philly 2010

### Міні-альбоми
- 2000: Don't Mess With the Time Man
- 2001: Breaking the Silence
- 2003: Halestorm (Demo)
- 2006: One and Done EP
- 2011: Reanimate: The Covers
- 2012: Hello, It's Mz Hyde